# Đóa hoa tham vọng
Krachao Seeda (tiếng Thái: กระเช้าสีดา, tiếng Việt: Đóa hoa tham vọng) là bộ phim truyền hình Thái Lan phát sóng năm 2021 với sự tham gia của Woranuch Wongsawan, Peter Corp Dyrendal, Atsadaporn Siriwattanakul và Jirayu Thantrakul.
Bộ phim được đạo diễn bởi Oh Kathadeb và sản xuất bởi hãng CHANGE2561. Bộ phim được phát sóng vào lúc 20:30 (ICT), thứ Tư và thứ Năm trên One 31 và phát trên ứng dụng VIEON vào 23:00 (ICT) cùng ngày, bắt đầu từ ngày 21 tháng 4 năm 2021.

## Diễn viên
Dưới đây là dàn diễn viên của bộ phim:

### Diễn viên chính
- Woranuch Wongsawan vai Namping (Ping)
- Peter Corp Dyrendal vai Lue
- Ausadaporn Siriwattanakul vai Rumnum (Rum)
- Jirayu Thantrakul vai Aumpon (Pon)

### Diễn viên phụ
- Witaya Wasukraipaisarn vai Patee
- Chawallakorn Wanthanapisitkul vai Sasee
- Nat Thewphaingam vai Wenai
- Nappon Gomarachun vai Jarin (bố Aumpon & Ratee)
- Claudia Chakrapan Na Ayudhya vai Ratee (Tee) (chị Aumpon, bạn Namping)
- Kanjanaporn Plodpai vai Noom (mẹ Rumnum)

### Khách mời
- Penpak Sirikul vai Nampeung (mẹ Namping)
- Chanana Nutakom vai Wadee (mẹ Wenai)
- Pattarabut Kiennukul vai Keng
- Chonnikan Netjui vai Jeungjit

## Ca khúc nhạc phim
| Tên bài hát                              | Thể hiện                  | Ref.  |
| ---------------------------------------- | ------------------------- | ----- |
| ปม (Crux) (Bpom)                         | Zani Nipaporn             | [ 4 ] |
| ความรัก (Kwahm Ruk)                       | Sirintip Hanpradit (Rose) | [ 5 ] |
| ขออนุญาต...ห่วงใย (Kor Anooyaht Huang Yai) | Jaruwat Cheawaram (Dome)  | [ 6 ] |
| พิง (Ping)                                | Tanont Chumroen (Nont)    | [ 7 ] |

## Rating
| Ngày phát sóng | Tập         | Rating |
| -------------- | ----------- | ------ |
| 21/04/2021     | 1           | 2.08   |
| 22/04/2021     | 2           | 1.99   |
| 28/04/2021     | 3           | 2.03   |
| 29/04/2021     | 4           | 2.34   |
| 05/05/2021     | 5           | 3.57   |
| 06/05/2021     | 6           | 4.7    |
| 12/05/2021     | 7           | 5.45   |
| 21/10/2021     | 8           | 3.63   |
| 27/10/2021     | 9           | 4.48   |
| 28/10/2021     | 10          | 4.92   |
| 03/11/2021     | 11          | 4.61   |
| 04/11/2021     | 12          | 4.88   |
| 10/11/2021     | 13          | 5.34   |
| 11/11/2021     | 14          | 5.19   |
| 17/11/2021     | 15          | 6.48   |
| 18/11/2021     | 16 (cuối)   | 6.54   |
| Trung bình:    | Trung bình: | 4.26   |

## Tạm ngừng phát sóng
Bộ phim đã tạm ngừng phát sóng đến tập 7 ngày 12/05/2021 do Đại dịch COVID-19 tại Thái Lan và phim đang quay cuốn chiếu. Đài One chiếu lại bộ Nang Fah Lam Kaen từ ngày 13/05/2021 khung phim thứ Tư và thứ Năm lúc 20:30. Bộ phim sẽ phát sóng trở lại từ ngày 29/09/2021 nhưng phát lại 7 tập trước rồi tiếp tục những tập mới sau. Lên sóng tập 8 (tập mới) từ ngày 21/10/2021.